# Ke Song
Pour les articles homonymes, voir Song (homonymie).
Song Ke ou Song K'o ou Sung K'o, surnom: Zhongwen, nom de pinceau: Nangongsheng est un peintre chinois du XIVe siècle, originaire de Suzhou (ville de la province du Jiangsu à l'est de la Chine), né en 1327, mort en 1387.

## Biographie
Poète et peintre de bambous, Ke fait partie des Dix talents de l'époque.

La Freer Gallery of Art de Washington conserve un de ses rouleaux en longueur, signé et daté 1369, Dix mille bambous sur les collines près d'une rivière.